# ORNO
ORNO (łac. „zdobię”) – polska spółdzielnia pracy złotników powołana do życia 18 czerwca 1949 w Warszawie w mieszkaniu przy ulicy Marszałkowskiej 17/20. W pracowni wykonywano biżuterię srebrną, galanterię oraz insygnia władzy. Jest to najbardziej rozpoznawalna pracownia złotnicza epoki PRL.

## Historia
Pierwszym prezesem spółdzielni i zarazem kierownikiem artystycznym był Romuald Rochacki, jest to czas inspiracji motywami ludowymi, prymitywnymi z naciskiem na sztuki kowalskie. W 1955 w wyniku nacisków Cepelii stanowiska zostały rozdzielone i na stanowisko kierownika artystycznego powołano Adama Jabłońskiego.
Rochacki w 1960 opuścił spółdzielnię, w 1962 zmieniono nazwę na Spółdzielnia Pracy Usług Plastycznych i Przemysłu Artystycznego. Pod kierownictwem Jabłońskiego styl zaczyna przypominać art déco i secesję, formy stają się bardziej geometryczne, asymetryczne i abstrakcyjne.
Lata 70. to czas kiedy do głosu dochodzi estetyka proponowana przez Adama Myjaka, który został kolejnym kierownikiem artystycznym. Dominują formy ażurowe, przestrzenne i organiczne ozdobione ruchomymi elementami.
W międzyczasie rozwijana jest marka, budując renomę i zaufanie wśród klientów, otwierając sklepy – flagowym sklepem jest Warszawski zlokalizowany przy ulicy Wspólnej 63.
Spółdzielnia starała się zatrudniać absolwentów ze średnim lub wyższym wykształceniem w kierunku artystycznym lub rzemiosła. Komisja przed zatrudnieniem kandydata oceniała zdolności projektanckie oraz wykonawcze, po zakwalifikowaniu do pracy odbywało się dwuletnie szkolenie. Ponadto ORNO prowadziło dwuletnie szkolenia z zakresu historii sztuki, metaloplastyki, kompozycji i rysunku. Idea ta miała odpowiadać XIX-wiecznym zasadom zbliżonym do ruchu Arts & Crafts Movements Williama Morrisa.
Lata 80. przyniosły spadek zainteresowania wyrobami spółdzielni, jest to zarazem czas wzornictwa określanego jako „styl inżynierski”, czyste klarowne linie, duże polerowane powierzchnie i bardziej zgeometryzowane formy.

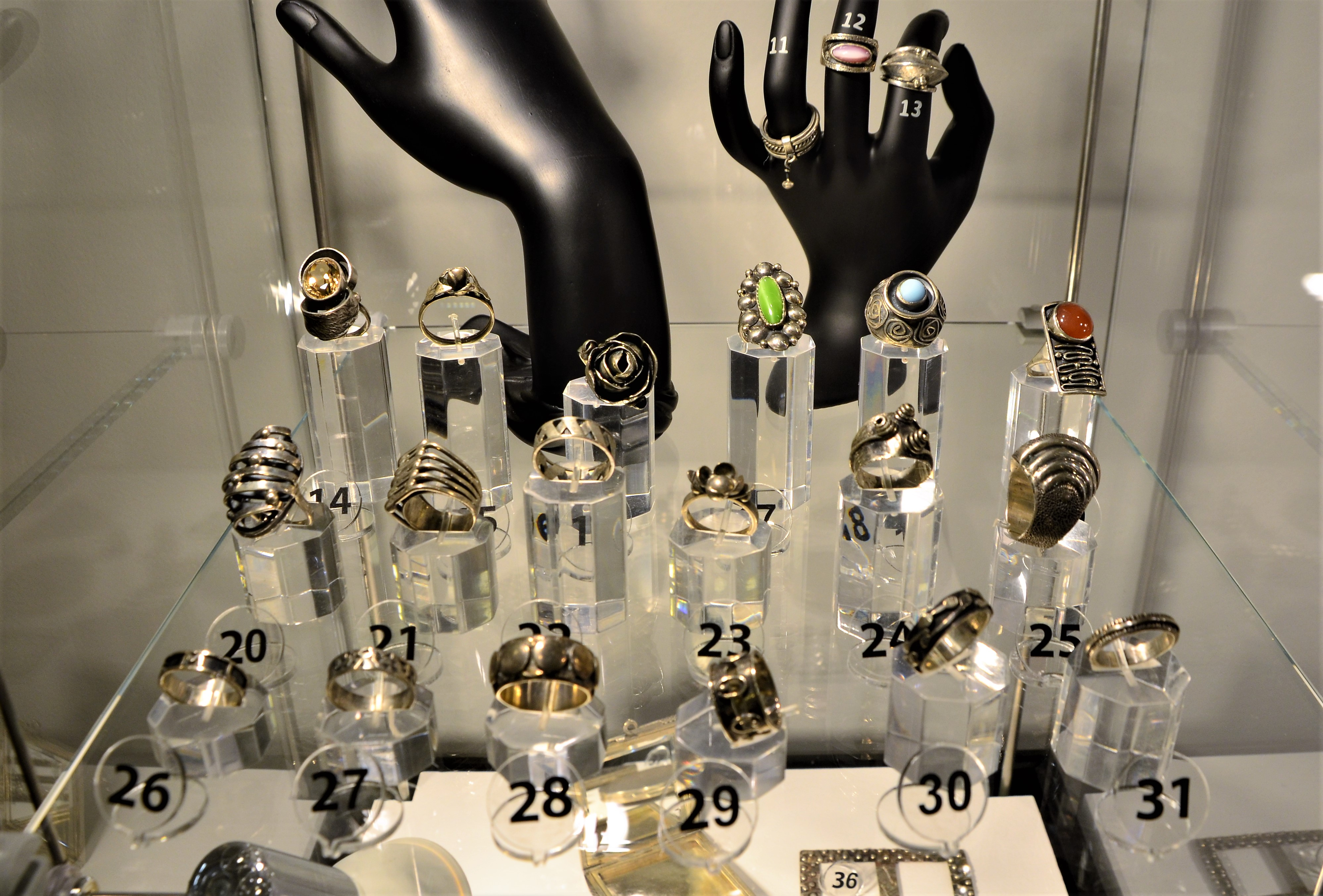
Biżuteria z ORNO

Wraz z transformacją systemową w Polsce, spółdzielnia musiała dopasować się do istniejących realiów rynkowych. W początkach prywatyzacji urząd dzielnicy odebrał spółce lokal. W 1991 zapadła decyzja o likwidacji firmy, zatrudnienie zmniejszono do szesnastu osób, a w następnych latach do dziesięciu osób. Pracownicy chcąc ratować zakład powołali spółkę Ornament sp. z. o.o. na czele której stanął pracujący od lat 70. Józef Teclaw. Rok 1993 przyniósł poprawę koniunktury, co pozwoliło na wstrzymanie decyzji o zamknięciu spółki. Ze względu na niektóre umowy i skomplikowane realia w 1997 wspólnicy podjęli uchwałę o likwidacji pracowni złotniczej. Proces sprzedaży wzorcowni oraz sklepów trwał do 2013 r.